# BW LPG
BW LPG  (OSE: BWLPG
) er et norsk børsnoteret rederi. Selskabet er  en del af BW Group og var tidligere kaldet Bergesen Worldwide Gas og BW Gas. BW LPG har 46 LPG-skibe, der transporter LPG (liquified petroleum gas). Selsabet er kontrolleret af familien Sohmen-Pao.
Selskabet er den største transportør af LPG i verden. Søsterrederiet BW LNG fragter flydende naturgas.
 Der er for få eller ingen kildehenvisninger i denne artikel, hvilket er et problem. Du kan hjælpe ved at angive troværdige kilder til de påstande, som fremføres i artiklen.

| Firma | Spire Denne artikel om et firma eller en virksomhed i Norge er en spire som bør udbygges. Du er velkommen til at hjælpe Wikipedia ved at udvide den. |